# دبليو. جون كريس
دبليو. جون كريس (بالإنجليزية: W. John Kress)‏ هو أمين متحف وعالم نبات وعالم وراثة أمريكي، ولد في 4 مارس 1951 في إلينوي في الولايات المتحدة.